# Quint Marci Rex (tribú)
Quint Marci Rex (en llatí Quintus Marcius Rex) va ser un magistrat romà del segle ii aC. Formava part de la gens Màrcia, una gens romana d'origen patrici.
Va ser elegit tribú de la plebs l'any 196 aC, i va proposar al poble ajustar la pau amb Filip V de Macedònia.